# Ellen Albertini Dow
Ellen Rose Albertini Dow (* 16. November 1913 in Mount Carmel, Northumberland County, Pennsylvania als Ellen Rose Albertini; † 4. Mai 2015 in Los Angeles, Kalifornien) war eine US-amerikanische Film- und Theaterschauspielerin.

## Leben
Ellen Albertini wurde als siebtes und jüngstes Kind italienischer Einwanderer in Pennsylvania geboren. Ihr Vater verdiente sich als Autohändler den Lebensunterhalt, ihre Mutter war Hausfrau. Im Alter von fünf Jahren bekam sie Klavier- und Tanzunterricht. Nachdem sie die Pflichtschulen abgeschlossen hatte, erlangte sie ihren Bachelor of Arts und ihren Master of Arts an der Cornell University in Ithaca bei New York. Nach ihrem Umzug nach New York City studierte sie Schauspiel und Choreografie bei den bekanntesten Tänzerinnen und Choreographinnen ihrer Zeit, darunter den aus Deutschland stammenden Tänzerinnen Uta Hagen und Hanya Holm. Während eines Studienaufenthalts in Paris lernte sie Marcel Marceau und Jacques Lecoq kennen.
Erste Erfahrungen sammelte Albertini als Theaterschauspielerin und wirkte in zahlreichen Theatern in Massachusetts, Pennsylvania, South Carolina und New York, wo sie in der renommierten Carnegie Hall als Choreografin wirkte. Auch gründete sie die Albertini Mime Players, eine Theatergesellschaft für junge Schauspieler, die sie selbst knapp 20 Jahre leitete. 30 Jahre lang war sie als Tänzerin, Theaterschauspielerin und Choreografin tätig.
Albertini Dow kam erst relativ spät mit dem Medium Film und Fernsehen in Kontakt. Ihre erste Rolle vor der Kamera übernahm sie erst 1985 im Alter von rund 72 Jahren, als Nebendarstellerin in der Filmkomödie American Drive-In. Danach stand sie für zahlreiche bekannte Fernsehserien und Spielfilme vor der Kamera, darunter 1992 als eine der Nonnen in Sister Act – Eine himmlische Karriere oder 1998 als das Lied Rapper’s Delight rappende Großmutter in Eine Hochzeit zum Verlieben. In der Komödie Die Hochzeits-Crasher spielte Dow 2005 eine mit dem Gewehr herumschießende Großmutter. Einem jüngeren Publikum wurde sie durch ihre Gastauftritte in den Fernsehserien Neds ultimativer Schulwahnsinn und Hannah Montana bekannt. Ihre letzte Filmrolle hatte sie 2013 mit 100 Jahren.
1950 heiratete sie den Regieassistenten Eugene Dow, dessen Nachnamen sie ihrem Familiennamen hinzufügte. Ellen Albertini Dow und Eugene Dow waren knapp 55 Jahre lang verheiratet; er starb im Oktober 2004. Sie starb am 4. Mai 2015 in Los Angeles im Alter von 101 Jahren.

## Filmografie (Auswahl)
- 1985: American Drive-In
- 1992: Sister Act – Eine himmlische Karriere (Sister Act)
- 1994: Twogether
- 1994: Raumschiff Enterprise: Das nächste Jahrhundert (Fernsehserie, Folge 7x14)
- 1997: X-Factor: Das Unfassbare (Beyond Belief: Fact or Fiction, Fernsehserie, 1 Folge)
- 1998: Studio 54 (54)
- 1998: Eine Hochzeit zum Verlieben (The Wedding Singer)
- 2000: Road Trip
- 2001: Will & Grace (Fernsehserie, 1 Folge)
- 2002: Adam Sandlers acht verrückte Nächte (Eight Crazy Nights)
- 2005: Scrubs – Die Anfänger (Scrubs, Fernsehserie, 1 Folge)
- 2005: Die Hochzeits-Crasher (Wedding Crashers)
- 2006: Hannah Montana (Fernsehserie, 1 Folge)
- 2007: Cold Case (Fernsehserie, 1 Folge)
- 2010: The Invited
- 2011: Not Another Not Another Movie
- 2012: She Wants Me
- 2012: Frank the Bastard